# マツダ・大気
マツダ・大気（マツダ・たいき）は、日本の自動車メーカーのマツダが開発したコンセプトカーである。

## 概要
2007年の東京モーターショーで世界初公開。
「流（ながれ）」、「流雅（りゅうが）」、「葉風（はかぜ）」に続く、マツダのデザインテーマ「Nagare（流れ）」デザインの第4作目。Nagareデザインとは、「静止しているときも動きを感じさせるような表現方法」をテーマとしたマツダのデザインコンセプトであり、今までにも自然が持つ「動き」を表現したデザインを発表してきている。
この大気は、その名の通り地球を覆う大気をイメージしたデザインである。「空気の流れが目に見えるデザイン」を表現すべく、デザインは天から舞い降りた2枚の羽衣をイメージしている。スタイルは2シーターのライトウエイトクーペで、伸びやかなフォルム、フロントからリアへとのびていく曲線など、今までのNagareデザインより存在感あるものとなっている。特にリアのデザインは特徴的で、空力性能を重視して前面投影面積を薄くしてある。そのおかげでこのボディはCd値0.25という高い空力性能を備えている。
エンジンは新世代ロータリーエンジン「RENESIS（16Xロータリーエンジン）」をフロントエンジン・後輪駆動（FR）レイアウトで搭載する。この新開発ロータリーエンジンは直噴システム、アルミサイドハウジングを採用しており、排気量は現行RENESISの650 cc×2から800 cc×2に拡大、熱効率やトルクも向上されている。
インテリアはこいのぼりにインスピレーションを受け、「エアチューブ」をコンセプトにデザインされた。ダッシュボードやシートやドアトリムは、風の動きを表現したデザインとなっている。

## 参照
1. ↑  https://221616.com/car-topics/20071024-a42417/
2. ↑  https://www.webcg.net/articles/-/9563
3. ↑  https://response.jp/article/2007/11/01/101222.html